# Peter Fuller
Peter Michael Fuller, né le 31 août 1947 - mort le 28 avril 1990, est un critique d'art et éditeur britannique de magazines.

## Biographie
Né à Damas en Syrie, Fuller est formé au Epsom College (en) et au Peterhouse de Cambridge. Au début des années 1970, il écrit pour les revues radicales Black Dwarf (en) et Seven Days, cette dernière ayant été créée par lui, « hebdomadaire marxiste de courte durée ». Par la suite Fuller travaille en indépendant. D'abord adepte de l'écrivain John Berger, il se tourne ensuite vers la droite en politique et entre en conflit avec ses anciens alliés d'Art & Language.
Peter Fuller est le rédacteur en chef fondateur de la revue d'art Modern Painters (en), lancée en 1987, qui reflète son admiration pour les principes esthétiques de John Ruskin. Au printemps 1989, il est nommé critique d'art du The Daily Telegraph. En plus d'ouvrages remarquables tels qu'Art and Psychoanalysis, Fuller écrit régulièrement pour Art Monthly UK et New Society (en) pendant près de vingt ans. Ses lettres, journaux et textes sont conservés à la Tate Britain de Londres. La « Peter Fuller Memorial Foundation », organisme de bienfaisance enregistré (no.1014623), est fondée en 1991. La Fondation organise une conférence annuelle à la Tate Gallery et dirige la revue d'art en ligne Art Influence.
Il meurt dans un accident de la circulation sur l'autoroute M4 dans le Berkshire le 28 avril 1990. Peter Fuller est enterré à Stowlangtoft dans le Suffolk.

## Ouvrages
- 1976 : Die Champions: Psychoanalyse d. Spitzensportlers, Frankfurt-sur-le-Main, S. Fischer
- 1977 : The Champions: The Secret Motives in Games and Sports, Urizen Books, Londres, Allen Lane
- 1977 : The Psychology of Gambling (avec Jon Halliday), Harmondsworth: Pelican
- 1981 : Art and Psychoanalysis, London and New York: Writers and Readers; The Hogarth Press, 1988
- 1981 : Beyond the Crisis in Art - Writers and Readers
- 1981 : Robert Natkin, New York: Harry N. Abrams, Inc.
- 1981 : Seeing Berger: A Reevaluation of Ways of Seeing, Writers & Readers
- 1983 : Aesthetics After Modernism, Writers and Readers
- 1983 : The Naked Artis: 'Art and Biology' and Other Essays, Writers & Readers Publishing
- 1985 : Images of God: The Consolations of Lost Illusions, Londres, Chatto and Windus, London: The Hogarth Press, 1990
- 1986 : The Australian Scapegoat: Towards and Antipodean Aesthetic, University of Western Australia Press, Western Australia
- 1988 : Henry Moore, (avec Susan Crompton et Richard Cork), London: Royal Academy of Arts / Weidenfeld & Nicolson
- 1988 : Seeing Through Berger, Claridge Press
- 1988 : Theoria: Art and the Absence of Grace, Chatto and Windus
- 1990 : Left High and Dry: the Posturing of the Left Establishment, The Claridge Press
- 1991 : Marches Past, The Hogarth Press
- 1993 : Peter Fuller's Modern Painters: Reflections on British Art, (édité par John McDonald), Londres, Methuen
- 1994 : Henry Moore: An Interpretation, Methuen

## Films
Peter Fuller est l'auteur de plusieurs documentaires avec le réalisateur Mike Dibb, dont
- Somewhere over the Rainbow - art et psychanalyse avec Robert Natkin et Peter Fuller, 50 minutes, BBC 1979
- Fields of Play - série qui explore le rôle du jeu dans tous les domaines de notre vie, de l'enfance et de l'apprentissage des jeux de hasard et des jeux de guerre, 5 × 60 minutes, BBC 1979
- Naturally Creative - vaste film-essai sur les origines de la créativité humaine, 90 minutes, Channel 4 1986/7.